# Нуэво-Ларедо (муниципалитет)
Нуэво-Ларедо (исп. Nuevo Laredo) — муниципалитет в Мексике, штат Тамаулипас с административным центром в одноимённом городе. Численность населения, по данным переписи 2010 года, составила 384 033 человека.

## Общие сведения
Название Laredo с латинского языка можно перевести как место полное щебня, а с языка басков — красивые луга.
Площадь муниципалитета равна 1224 км², что составляет 1,53 % от общей площади штата, а наивысшая точка — 211 метров, расположена в поселении Эль-Мирадор.
На юге Нуэво-Ларедо граничит с другим муниципалитетом штата Тамаулипас — Герреро, на западе и севере с другим штатом Мексики — Нуэво-Леоном, а на востоке проходит государственная граница с Соединёнными Штатами Америки.

## Учреждение и состав
Муниципалитет был образован в 1825 году, в его состав входит 97 населённых пунктов, самые крупные из которых:
| Код INEGI | Населённый пункт                                                                       | Численность населения (2005 год) | Численность населения (2010 год) |
| --------- | -------------------------------------------------------------------------------------- | -------------------------------- | -------------------------------- |
| 027       | Всего                                                                                  | 355827                           | 384033                           |
| 0001      | Нуэво-Ларедо (исп. Nuevo Laredo) 27°29′11″ с. ш. 99°30′29″ з. д.                       | 348387                           | 373725                           |
| 0162      | Эль-Кампанарио-и-Орадель (исп. El Campanario y Oradel) 27°28′23″ с. ш. 99°37′12″ з. д. | 4538                             | 6951                             |
| 0440      | Бруно-Альварес-Вальдес (исп. Bruno Álvarez Valdez) 27°28′00″ с. ш. 99°35′34″ з. д.     | 1257                             | 1714                             |
| 0113      | Нуэво-Прогресо (исп. Nuevo Progreso (El Progreso)) 27°29′51″ с. ш. 99°35′34″ з. д.     | 393                              | 432                              |
| 0227      | Америка (исп. América) 27°19′44″ с. ш. 99°35′24″ з. д.                                 | 207                              | 255                              |
| 0308      | Америка-II (исп. América) 27°19′34″ с. ш. 99°34′07″ з. д.                              | 263                              | 197                              |
| 0105      | Ла-Крус (исп. La Cruz) 27°34′24″ с. ш. 99°35′45″ з. д.                                 | 100                              | 159                              |
| 0453      | Лос-Артистас (исп. Los Artistas) 27°31′39″ с. ш. 99°35′33″ з. д.                       | 175                              | 54                               |

## Экономика
По статистическим данным 2000 года, работоспособное население занято по секторам экономики в следующих пропорциях: сельское хозяйство, скотоводство и рыбная ловля — 1 %, промышленность и строительство — 32,9 %, сфера обслуживания и туризма — 61 %, прочее — 5,1 %.

## Инфраструктура
По статистическим данным 2010 года, инфраструктура развита следующим образом:
- электрификация: 96,9 %;
- водоснабжение: 96,7 %;
- водоотведение: 95,6 %.